# Doxocopa acca
Doxocopa acca är en fjärilsart som beskrevs av Felder 1866. Doxocopa acca ingår i släktet Doxocopa och familjen praktfjärilar. Inga underarter finns listade i Catalogue of Life.